# Baden-Württembergischer Handball-Verband
Der Baden-Württembergischer Handball-Verband (BWHV) ist ein deutscher Handballverband in Baden-Württemberg. Der Verband innerhalb des Deutschen Handballbundes entstand zum 1. Juli 2025 in einer Fusion der drei bisherigen Verbände im Land, Badischer Handball-Verband, Handballverband Württemberg und Südbadischer Handball-Verband.

## Geschichte
Im März 2024 stimmten die Mitglieder der bisherigen drei baden-württembergischen Handballverbände (Badischer Handball-Verband, Handballverband Württemberg und Südbadischer Handball-Verband) auf ihren Verbandstagen für die Fusion auf den bestehenden Verein Handball Baden-Württemberg (HBW). Dieser Verein trägt seit dem 1. Juli 2025 auch den Namen Baden-Württembergischer Handball-Verband (BWHV), die Mitgliederversammlung des HBW stimmte im Oktober 2024 der Verschmelzung zu und beschloss die Namensänderung zu Baden-Württembergischer Handball-Verband (BWHV). Am 30. Dezember 2024 wurde der Verschmelzungsvertrag durch die Präsidenten Peter Knapp (BHV), Alexander Klinkner (SHV) und Hans Artschwager sowie die Vizepräsidenten Heidi Schmidt (SHV) und Eberhard Gloger (HVW) unterzeichnet.